# イザード・チャールズ
エザード・チャールズ（Ezzard Mack Charles、1921年7月7日 - 1975年5月28日）は、アフリカ系アメリカ人のプロボクサー。元世界ヘビー級王者。

## 来歴
ジョージア州ローレンスビルで生まれたが、一般にはシンシナティ生まれだと考えられており、「シンシナティ・コブラ」というニックネームを持つ。彼はヘビー級のボクサーとして一般に認知されているが、初期にはライトヘビー級であった。ライトヘビー級ではチャンピオンになったことがないが、リングマガジンでは、彼を史上最強のライトヘビー級ボクサーにランクしている。
1940年にプロ転向したが、第二次世界大戦中は従軍したため1944年から1945年にかけては試合の出場がなかった。戦後はボクシングに復帰し、数々の業績を打ち立てた。彼はライトヘビー級チャンピオンのアーチー・ムーアを3度も破っている。ムーアをKOで破った直後、彼を悲劇が襲った。対戦したサム・バロウディという若いボクサーが、試合中の怪我が元で亡くなってしまったのである。チャールズは大きなショックを受け、ボクシングを辞めることも考えたが、バロウディの父親から説得を受け、思いとどまった。バロウディの父親はチャールズに対し「サムはボクシングが好きだった。ボクシングはあれの生きがいだったんです。あんたがボクシングをやめたら、あの子は喜びますまい。」と言ったと言われる。彼はこの出来事の後に、相手を完全に打ちのめさない様な慎重なボクシングスタイルに改めた。
ライトヘビー級ではチャンピオンになることができず、ヘビー級に階級を上げることを決意した。そして1949年6月22日、彼はジャーシー・ジョー・ウォルコットを判定で破って空位の全米ボクシング協会世界チャンピオンの座についた。翌年には、前チャンピオンで目標としていたジョー・ルイスも判定で破っている。
1951年、彼はウォルコットとの再戦を制したが、再々戦では7回に左フックを食らい、KO負けを喫してしまう。ウォルコットとの第4戦、第5戦はともに論議を呼ぶ判定で敗れたが、もし勝っていたら彼は史上初めてヘビー級王座への返り咲きを果たしていたことになる。
後に、チャールズはヘビー級チャンピオンのロッキー・マルシアノに2度挑戦した。彼とマルシアノの2度の試合は名勝負と言われている。1954年6月に行われた第1戦ではチャールズは積極的に攻め、ポイントでは上回っていた。9月の第2戦でも、マルシアノの鼻を割り、TKO勝利まであと一歩であった。しかしマルシアノは8回に逆転KOでチャールズを破り、この試合は“ファイトオブザイヤー”と言われた。
晩年には、彼は経済的な状況から引退ができず、最後の23戦で12敗を重ねた。結局、彼の生涯成績は96勝25敗1分となった。
1975年、筋萎縮性側索硬化症により、シカゴで死去。1990年には国際ボクシング名誉の殿堂博物館に殿堂入りを果たしている。